# Royal Melbourne Philharmonic
Le Royal Melbourne Philharmonic (RMP) est un orchestre un chœur et de 120 voix à Melbourne, Victoria, Australie. Il a été créé en 1853 et serait la plus ancienne organisation culturelle d'Australie.

## Histoire
Le Royal Melbourne Philharmonic, qui existe depuis plus de 150 ans, est la plus ancienne organisation musicale d'Australie.
Parmi ses programmes, il y a eu des concerts à grande échelle célébrant les compositeurs classiques dont Bach, Mendelssohn et Beethoven. Le Royal Melbourne Philharmonic est dirigé sous la direction d'Andrew Wailes, le directeur artistique de l'orchestre.

## Chefs d'orchestre
- Andrew Wailes[6]
- David Lee[7]
- Dr Andrew Blackburn[8]
- George Peake, 1889–1911
- Sean Ross[9]
- Zelman[3]
- Dan Hardy[10]
- Michael Brimer
- David Carolane
- Warwick Stengards
- Warren Bebbington
- Ian Harrison
- Peter Bandy